# Noé (Haute-Garonne)
Noé település Franciaországban, Haute-Garonne megyében. Lakosainak száma 2979 fő (2022. január 1.). Noé Le Fauga, Capens, Lavernose-Lacasse, Longages, Mauzac és Montaut községekkel határos.

## Népesség
A település népességének változása:
| Lakosok száma | 1034 | 1543 | 1975 | 2437 | 2801 | 2911 | 2897 | 2912 | 2938 | 2979 |
|               | 1968 | 1982 | 1990 | 2006 | 2013 | 2015 | 2017 | 2019 | 2020 | 2022 |